# Nirvana (британская группа)
Nirvana — британская прог-рок-группа второй половины 1960-х — начала 1970-х годов, воссоединившаяся в 1980-х годах и существующая в настоящее время, основу которой составляют вокалист Патрик Кэмпбелл-Лайонс и вокалист и гитарист Алекс Спиропулос. Все остальные музыканты, принимавшие участие в записях группы, — приглашенные сессионные музыканты, никогда не бывшие постоянными участниками коллектива.

## История
Группа была образована летом 1967 года в Лондоне ирландцем Патриком Кемпбеллом-Лайонсом и греком Алексом Спиропулосом. Они играли весьма необычную для того времени музыку, основанную на игре виолончели и клавесина; тяготение к камерной музыке хорошо прослеживается по их записям. Записав пробный материал, они показали его нескольким продюсерам, в том числе продюсеру группы The Beatles Джорджу Мартину и Дэнни Корделлу, продюсеру групп The Move и Procol Harum. Однако материалом заинтересовался лишь продюсер Крис Блэквелл (также он был продюсером групп Traffic и Free). Он-то и пригласил музыкантов на только что созданный им лейбл Island. Блэквелл мгновенно приступил к раскрутке коллектива: устроил для них фотосессию, организовал публикации рекламного характера в прессе и концерт в лондонском Saville Theatre.
В октябре 1967 года в свет вышла первая долгоиграющая пластинка группы — The Story Of Simon Simopath. Это был концептуальный альбом (то есть все песни в нём были объединены одной темой) и, по сути, одним из первых образцов рок-оперы (другие образцы того же периода — S.F. Sorrow группы Pretty Things и Tommy группы The Who). Работа носила научно-фантастический характер и рассказывала жизненную историю главного персонажа, Саймона Саймопата, страстно желавшего летать; музыка на нём звучала довольно необычно и даже свежо для 1967 года. Спокойствие и мелодичность были главными характеристиками дебютного альбома Nirvana.
Одновременно с этим были выпущены два сингла, но оба остались в стороне от высоких позиций в хит-парадах; третий же сингл под названием «Rainbow Chaser» стал самой настоящей классикой психоделической музыки шестидесятых.
Следующим достижением группы стала песня «All Of Us» — она прозвучала в фильме «The Touchable» (1968). 

В 1968 году свет увидел второй альбом группы — All Of Us, представивший слушателю такие песни, как «Melanie Blue» и «Tiny Goddess». 

Подготовив через некоторое время материал для третьего альбома Black Flowers, музыканты едва не оказались не у дел — Крис Блэквелл, отслушав материал, посчитал его недостойным выпуска на лейбле Island. Тогда Патрик и Алекс обратились на лейбл Pye, где этот альбом и был выпущен под названием Dedicated To Markos III. Он оказался провальным (Блэквелл предчувствовал это) и тираж практически не был распродан.
Алекс, тяжело переживая неудачу, покинул дуэт, оставив Патрика в одиночестве.
В 1971 году Патрик записал ещё один альбом под маркой Nirvana — Local Anesthetic, а в 1972 — Songs Of Love And Praise. На этом история группы и закончилась. После этого Патрик занялся сольной карьерой, но его альбомы не имели никакого успеха.
В 1985 году, на волне возрождения интереса слушателя к музыке шестидесятых, Патрик и Алекс собрались вместе и выпустили в свет два новых альбома, состоявших из нового и старого, прежде не издававшегося материала. Дуэт по сей день периодически дает концертные выступления.

## Состав
- Патрик Кемпбелл-Лайонс — вокал (1967—1972; с 1985);
- Алекс Спиропулос — вокал, гитара, клавишные (1967—1970; с 1985).

## Дискография

### Студийные альбомы
- The Story of Simon Simopath (1967)
- The existence of chance is everything and nothing while the greatest achievement is the living of life and so say ALL OF US (1968)
- Dedicated to Markos III (1970)
- Local Anaesthetic (1971)
- Songs of Love and Praise (1972)
- Me And My Friend (1974)
- Orange and Blue (1996)
- Secrets (2023)

### Сборники
- Black Flower (1987)
- Travelling on a Cloud (1992)
- Secret Theatre (1994)
- Chemistry (1997)
- Forever Changing — An Introduction To (2003)
- Cult (2012)
- Rainbow Chaser: The 60s Recordings (The Island Years) (2018)

### Синглы
- «Tiny Goddess» (Июль 1967)
- «Pentecost Hotel» (Октябрь 1967)
- «Rainbow Chaser» (Март 1968)
- «Girl in the Park» (Июль 1968)
- «All of Us» (Ноябрь 1968)
- «Wings of Love» (Январь 1969)
- «Oh! What a Performance» (Май 1969)
- «The Picture of Dorian Gray» (Сентябрь 1981)